# Dierrey-Saint-Pierre
Dierrey-Saint-Pierre è un comune francese di 205 abitanti situato nel dipartimento dell'Aube nella regione del Grand Est.

## Società

### Evoluzione demografica
Abitanti censiti